# رالف باون
رالف باون (انگلیسی: Ralph Bown; ۲۲ فوریهٔ ۱۸۹۱ – ۲۹ ژوئیهٔ ۱۹۷۱) دانشمند در زمینه مهندسی برق اهل ایالات متحده آمریکا بود.
وی همچنین برندهٔ جوایزی همچون مدال افتخار آی‌تریپل‌ئی، مدال مؤسسان انجمن مهندسان برق و الکترونیک و جایزه موریس لیبمن انجمن مهندسان برق و الکترونیک آمریکا شده‌است.